# Kacsacsapat
A Kacsacsapat (eredeti cím: Quack Pack) a Walt Disney Company animációs televíziós sorozata, melyben Donald kacsa és unokaöccsei a főszereplők, akik már kamaszként térnek vissza. 
A sorozat 1996. szeptember 3-án debütált az Amerikai Egyesült Államokban. Magyarországon az RTL Klub adta le.

## Magyar hangok
| Szereplő         | Eredeti hang    | Magyar hang       |
| ---------------- | --------------- | ----------------- |
| Donald kacsa     | Tony Anselmo    | Gerő Gábor        |
| Tiki kacsa       | Jeannie Elias   | Berkes Bence      |
| Niki kacsa       | Pamela Adlon    | Baráth István     |
| Viki kacsa       | Elizabeth Daily | Stukovszky Tamás  |
| Daisy kacsa      | Kath Soucie     | Orosz Anna        |
| Kent Powers      | Roger Rose      | Barát Attila      |
| Ludwig Von Drake | Corey Burton    | Dobránszky Zoltán |

## Epizódok
1. Az igazán hatalmas kacsák
2. A nem annyira kedves lények szigete
3. Első a kacsasorban
4. Mindenki a fedélzetre!
5. Híre megelőzi a balekot
6. Sebességmámor
7. Kórokozó hadművelet
8. A néhai kacsa
9. Pompás paszta
10. A legrémesebb házi videók
11. A T-csapat visszatér
12. A hal neve Winston
13. Vigyázz, kész, kacsa!
14. Menekülés a molekulák elöl
15. Átlagon felüli bűnözők
16. Függetlenségi nyilatkozat
17. Csak a tojást ne!
18. Fogas kérdések
19. Kacsarengés
20. Karom hosszú karja
21. Összement hősök
22. Havas légyott
23. Miki, a magánnyomozó
24. Bocsánat, nem látta a kacsámat?
25. Kacsibészek
26. A nagy kaland receptje
27. A fiú, aki kísértetet kiáltott
28. Igazad van ufó
29. Aligátormentés
30. Senki sem szereti forrón
31. Mintaszülő
32. Alkalmi vétel
33. Kíváncsi szomszédok
34. Leléphetsz, Tajték Jack!
35. Macskabaj
36. Egyszer hopp, másszor kopp
37. Donald kapitány
38. Kaszkadőr, dublőr nélkül nem!
39. Az agyagkatonák